# Grand Prix Formule 1 van Maleisië 2010

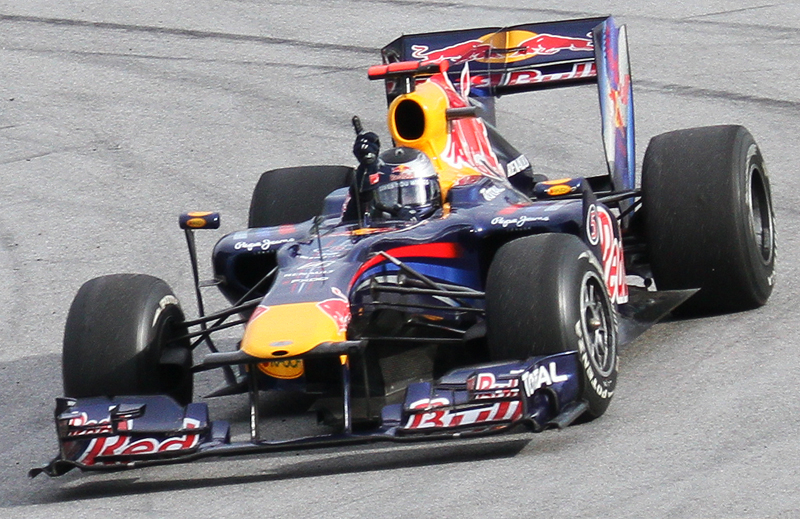
Moest hij in de training de eer nog laten aan zijn teamgenoot Mark Webber, in de race reed Sebastian Vettel in zijn Red Bull afgetekend naar de overwinning.

De Grand Prix Formule 1 van Maleisië 2010 werd gehouden op 4 april 2010 op het Sepang International Circuit. Het was de derde race uit het kampioenschap.
Mark Webber, van het Red Bull Racing team, veroverde de poleposition voor deze race, voor Mercedes-coureur Nico Rosberg en teamgenoot Sebastian Vettel. De Ferrari's van Fernando Alonso en Felipe Massa en de McLaren van Lewis Hamilton kwamen niet door Q1. De teamgenoot van Hamilton, Jenson Button, haalde Q2 wel, maar kon door een spin niet deelnemen.
Sebastian Vettel won de race, voor teamgenoot Mark Webber en Mercedes-coureur Nico Rosberg.

## Kwalificatie
| Positie | Nr | Coureur            | Constructeur         | Q1       | Q2        | Q3       | Grid |
| ------- | -- | ------------------ | -------------------- | -------- | --------- | -------- | ---- |
| 1       | 6  | Mark Webber        | RBR-Renault          | 1:51.886 | 1:48.210  | 1:49.327 | 1    |
| 2       | 4  | Nico Rosberg       | Mercedes GP          | 1:52.560 | 1:47.417  | 1:50.673 | 2    |
| 3       | 5  | Sebastian Vettel   | RBR-Renault          | 1:48.945 | 1:46.828  | 1:50.789 | 3    |
| 4       | 14 | Adrian Sutil       | Force India-Mercedes | 1:49.479 | 1:47.085  | 1:50.914 | 4    |
| 5       | 10 | Nico Hülkenberg    | Williams-Cosworth    | 1:49.664 | 1:47.346  | 1:51.001 | 5    |
| 6       | 11 | Robert Kubica      | Renault              | 1:46.283 | 1:46.951  | 1:51.051 | 6    |
| 7       | 9  | Rubens Barrichello | Williams-Cosworth    | 1:50.301 | 1:48.371  | 1:51.511 | 7    |
| 8       | 3  | Michael Schumacher | Mercedes GP          | 1:52.239 | 1:48.400  | 1:51.717 | 8    |
| 9       | 23 | Kamui Kobayashi    | BMW Sauber-Ferrari   | 1:48.467 | 1:47.792  | 1:51.767 | 9    |
| 10      | 15 | Vitantonio Liuzzi  | Force India-Mercedes | 1:49.922 | 1:48.238  | 1:52.254 | 10   |
| 11      | 12 | Vitali Petrov      | Renault              | 1:47.952 | 1:48.760  |          | 11   |
| 12      | 22 | Pedro de la Rosa   | BMW Sauber-Ferrari   | 1:47.153 | 1:48.771  |          | 12   |
| 13      | 16 | Sébastien Buemi    | STR-Ferrari          | 1:48.945 | 1:49.207  |          | 13   |
| 14      | 17 | Jaime Alguersuari  | STR-Ferrari          | 1:48.655 | 1:49.464  |          | 14   |
| 15      | 19 | Heikki Kovalainen  | Lotus-Cosworth       | 1:52.875 | 1:52.270  |          | 15   |
| 16      | 24 | Timo Glock         | Virgin-Cosworth      | 1:52.398 | 1:52.520  |          | 16   |
| 17      | 1  | Jenson Button      | McLaren-Mercedes     | 1:52.211 | geen tijd |          | 17   |
| 18      | 18 | Jarno Trulli       | Lotus-Cosworth       | 1:52.884 |           |          | 18   |
| 19      | 8  | Fernando Alonso    | Ferrari              | 1:53.044 |           |          | 19   |
| 20      | 2  | Lewis Hamilton     | McLaren-Mercedes     | 1:53.050 |           |          | 20   |
| 21      | 7  | Felipe Massa       | Ferrari              | 1:53.283 |           |          | 21   |
| 22      | 20 | Karun Chandhok     | HRT-Cosworth         | 1:56.299 |           |          | 22   |
| 23      | 21 | Bruno Senna        | HRT-Cosworth         | 1:57.269 |           |          | 23   |
| 24      | 25 | Lucas di Grassi    | Virgin-Cosworth      | 1:59.977 |           |          | 24   |

## Race
| Positie | Nr | Coureur            | Constructeur         | Rondes | Tijd/Oorzaak uitval | Startplaats | Punten |
| ------- | -- | ------------------ | -------------------- | ------ | ------------------- | ----------- | ------ |
| 1       | 5  | Sebastian Vettel   | RBR-Renault          | 56     | 1:33:48.412         | 3           | 25     |
| 2       | 6  | Mark Webber        | RBR-Renault          | 56     | +4.849              | 1           | 18     |
| 3       | 4  | Nico Rosberg       | Mercedes GP          | 56     | +13.504             | 2           | 15     |
| 4       | 11 | Robert Kubica      | Renault              | 56     | +18.589             | 6           | 12     |
| 5       | 14 | Adrian Sutil       | Force India-Mercedes | 56     | +21.059             | 4           | 10     |
| 6       | 2  | Lewis Hamilton     | McLaren-Mercedes     | 56     | +23.471             | 20          | 8      |
| 7       | 7  | Felipe Massa       | Ferrari              | 56     | +27.068             | 21          | 6      |
| 8       | 1  | Jenson Button      | McLaren-Mercedes     | 56     | +37.918             | 17          | 4      |
| 9       | 17 | Jaime Alguersuari  | STR-Ferrari          | 56     | +1:10.602           | 14          | 2      |
| 10      | 10 | Nico Hülkenberg    | Williams-Cosworth    | 56     | +1:13.399           | 5           | 1      |
| 11      | 16 | Sébastien Buemi    | STR-Ferrari          | 56     | +1:18.938           | 13          |        |
| 12      | 9  | Rubens Barrichello | Williams-Cosworth    | 55     | + 1 ronde           | 7           |        |
| 13      | 8  | Fernando Alonso    | Ferrari              | 54     | Motor               | 19          |        |
| 14      | 25 | Lucas di Grassi    | Virgin-Cosworth      | 53     | + 3 ronden          | 24          |        |
| 15      | 20 | Karun Chandhok     | HRT-Cosworth         | 53     | + 3 ronden          | 22          |        |
| 16      | 21 | Bruno Senna        | HRT-Cosworth         | 52     | + 4 ronden          | 23          |        |
| 17      | 18 | Jarno Trulli       | Lotus-Cosworth       | 51     | + 5 ronden          | 18          |        |
| NC      | 19 | Heikki Kovalainen  | Lotus-Cosworth       | 46     | Hydraulisch         | 15          |        |
| Ret     | 12 | Vitali Petrov      | Renault              | 32     | Versnellingsbak     | 11          |        |
| Ret     | 15 | Vitantonio Liuzzi  | Force India-Mercedes | 12     | Gas                 | 10          |        |
| Ret     | 3  | Michael Schumacher | Mercedes GP          | 9      | Wiel                | 8           |        |
| Ret     | 23 | Kamui Kobayashi    | BMW Sauber-Ferrari   | 8      | Motor               | 9           |        |
| Ret     | 24 | Timo Glock         | Virgin-Cosworth      | 2      | Spin                | 16          |        |
| DNS     | 22 | Pedro de la Rosa   | BMW Sauber-Ferrari   | 0      | Motor               | 12          |        |

## Noot
- Dit was de vijfde snelste ronde voor Mark Webber.
- Tiende podiumplaats voor Sebastian Vettel.

1999 · 2000 · 2001 · 2002 · 2003 · 2004 · 2005 · 2006 · 2007 · 2008 · 2009 · 2010 · 2011 · 2012 · 2013 · 2014 · 2015 · 2016 · 2017